# Cei 47 de ronini (roman)
Cei 47 de ronini (2013) (titlu original 47 Ronin) este un fantasy istoric scris de Joan D. Vinge. Romanul reprezintă o novelizare a filmului omonim și reprezintă o repovestire a uneia dintre cele mai cunoscute legende nipone, combinată cu elemente de mitologie japoneză.

## Intriga
În Japonia medievală, Kai este o corcitură jumătate-japoneză, jumătate-engleză, care este acceptată să trăiască pe domeniul Ako, condus de binevoitorul Asano Naganori. Disprețuit de samurai pentru originea sa, Kai se îndrăgostește de fiica binefăcătorului său, Mika.
În timpul unei vizite a shogunului Tokugawa Tsunayoshi, Kai observă că o concubină a unuia dintre lorzii aflați în vizită, Kira, este ceacâră - întocmai ca și o vulpe pe care o văzuse într-un unui atac recent al unei creaturi mitologice. Suspectând-o că este vrăjitoare, Kai îl informează pe principalul sfetnic și samurai al lui Asano, Oishi, dar acesta nu-l ia în seamă. La turnirul care are loc cu ocazia vizitei shogunului, Kira aduce un luptător gigantic și invincibil, căruia trebuie să i se opună campionul lui Asano. Deoarece acesta este vrăjit, Kai îi ia locul. Deghizarea lui este revelată în timpul luptei și corcitura este pedepsită aspru pentru insolența ei. În timpul nopții, Asano însuși este vrăjit și îl atacă pe Kira. Gestul îl aduce în dizgrația shogunului, care-i cere să-și facă seppuku.
Samuraii săi devini ronini, iar domeniul îi este încredințat spre administrare lui Kira, care urmează s-o ia de soție pe fiica defunctului, Mika, după trecerea unui an de doliu. Roninii se răspândesc pe întreg teritoriul, căutând să-și câștige existența. Conducătorul lor, Oishi, petrece o vreme în temnițele lui Kira. Odată eliberat, jură să-și răzbune stăpânul ucis în urma vrăjilor și îi adună foștii camarazi loiali. Spre marea lor surprindere, el pleacă și pe Insula Olandeză, unde Jai fusese vândut ca sclav. În ciuda disprețului pe care toți îl au față de corcitură, Oishi își dă seama că acesta este singurul capabil să facă față vrăjilor concubinei lui Kira.
Bănuiala lui se dovedește întemeiată. Kai fusese crescut de demonii tengu, de la care cere ajutor. După ce îi supun pe samurai unui test, tengu se învoiesc să le dea săbiile de care aceștia aveau nevoie ca să-l ucidă pe Kira. Prima tentativă de răzbunare este dejucată de vrăjitoare, care le întinde roninilor o capcană. Cei care scapă cu viață se alătură unei trupe de actori invitată la nunta lui Kira cu Mika. În timpul spectacolului de teatru, roninii renunță la costumele de actori și îi atacă pe oamenii lui Kira. Kai se luptă mai întâi cu vrăjitoarea, apoi cu soldatul ei demonic, reușind să-i învingă pe amândoi grație abilităților sale deosebite. Oishi îl confruntă pe Kira, pe care-l obligă să săvârșească seppuku, răzbunând astfel moartea stăpânului său.
Toți roninii se predau apoi shogunului, care decide să le permită o moarte onorabilă. În afara fiului lui Oishi, Chikara - pe care shogunul îl grațiază, ceilalți ronini își fac seppuku, redându-le astfel familiilor lor onoarea.

## Personaje
- Kai - un proscris jumătate-japonez, jumătate-englez, crescut de demonii tengu și acceptat în suita lui de seniorul Asano
- Oishi - consilierul lui Asano, care-i adună pe ronini și răzbună moartea stăpânului său
- Daimyo Kira - stăpânul ținutului Honshu, râvnește la ținutul lui Asano și, pentru a intra în posesia acestuia, pune la cale un complot împotriva rivalului său
- Mitsuke - vrăjitoare și concubină a lui Kira, pe care dragostea față de acesta o îndeamnă să-l ajute la distrugerea clanului Asano
- Mika - fiica lui Asano, care preferă să rămână necăsătorită din cauza iubirii pe care i-o poartă lui Kai
- Daimyo Asano - stăpânul ținutului Ako, este victima unui complot în urma căruia shogunul îi ordonă să-și facă seppuku
- Shogunul Tsunayoshi - conducătorul Japoniei
- Chikara - fiul lui Oishi
- Yasuno - cel mai bun luptător dintre samuraii lui Asano
- Basho - samurai al lui Asano, fost călugăr budist